# 普列斯納
50°8′39″N 27°0′15″E / 50.14417°N 27.00417°E
普列斯納（烏克蘭語：Плесна），是烏克蘭的村落，位於該國西部赫梅利尼茨基州，由舍佩蒂夫卡區負責管轄，始建於1798年，面積0.19平方公里，海拔高度280米，2015年人口868，人口密度每平方公里5,827人。